# 蒙蒂松
蒙蒂松，是西班牙安达卢西亚自治区哈恩省的一个市镇。总面积212平方公里，总人口1949人（2001年），人口密度9人/平方公里。